# John P. Robertson
John P. Robertson (* 1913 in Philadelphia; † April 1998 in Zürich) war ein US-amerikanischer Sprachlehrer, Diplomat und Pionier des Executive Search und Outplacement in der Schweiz.

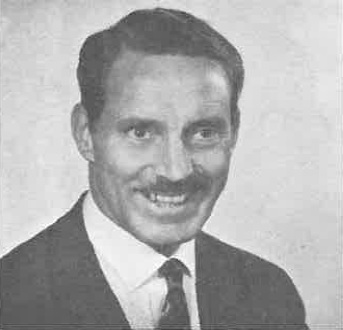
John P. Robertson

## Leben
John P. Robertson war zunächst Sprachlehrer in Deutsch, Französisch und Spanisch am Drexel Institute of Technology in Philadelphia. Hier kam er mit Lydia Zamenhof, der Tochter des Schöpfers von Esperanto, in Kontakt und übernahm deren Technik, Sprache ohne Lehrbuch zu unterrichten. Während einiger Jahre war er im US Foreign Service tätig, unter anderem als Vice Consul in Port Said mit Verantwortung für die gesamte Suezkanal-Zone und Zypern.
1951 gründete er zusammen mit Ben Willingham die Firma John P. Robertson Associates AG, Zürich. Er war damit einer der ersten, die eine professionelle Executive-Search-Firma in der Schweiz aufbauten. Ziel war es, die im Rahmen des Marshall-Plans nach Europa kommenden US-amerikanischen Firmen bei der Suche nach Führungskräften zu unterstützen. 1982 zog er sich aus der Robertson Associates AG, Zürich, zurück und wurde anschließend einer der Pioniere des Outplacement in der Schweiz. Er gründete die erste Schweizer Outplacement Firma 1983, Outplacement AG, und war Mitgründer der Firma Econova AG (mit Herrn Charles Zijderveldt). Er half mit, das Netzwerk „The Europa Network“ zu schaffen, das sich eben auf Outplacement konzentrierte. Zudem hat Robertson viele Jahre als Sekretär und Präsident der Swiss American Chamber of Commerce gewirkt und war 1961 Gründungsmitglied der International Protestant Church in Zürich.
John P. Robertson schrieb eines der ersten in Europa veröffentlichten Bücher über Executive Search (erschienen in den Niederlanden, England und Finnland) und zählt damit zu den Pionieren des Executive Search in Europa.

## Werke
- The Transformation of the work perimeters 1980 in Zürich
- The Role of Human Resources in Swiss Companies 1981
- You and your next job British Institute of Marketing Foundation, 1982, ISBN 0-859-46122-X (1981).
- Verandering van werkkring? Intermediair, 1980, ISBN 9-064-34010-2
- Veranderen van baan Het Spectrum, 1984, ISBN 9-027-46123-6
- Nimmermüde (PDF; 377 kB) Bilanz Wirtschaftsmagazin, Interview von Iris Spogat, Juni 1996
- International Protestant Church of Zurich: How we got started (PDF; 73 kB) von John P. Robertson, Jahr 1986